# 성덕여자중학교
성덕여자중학교(成德女子中學校)는 대한민국 서울특별시 강동구 천호동에 있는 사립 중학교이다.

## 학교 연혁
- 1976년 6월 1일 : 학교 법인 양석학원 설립 인가
- 1976년 12월 28일 : 위례여자중학교 24학급 설립 인가
- 1977년 3월 4일 : 개교 및 제1회 입학식(8학급)
- 1977년 9월 8일 : 설립자 서성환 초대 이사장 취임
- 1977년 10월 6일 : 초대 조동건 교장 취임
- 1978년 5월 11일 : 법인 및 학교 명칭 변경 인가(학교법인 태평양학원, 성덕여자중학교)
- 1980년 2월 13일 : 제1회 졸업식
- 2003년 5월 26일 : 서영배 제2대 이사장 취임
- 2022년 3월 1일 : 제11대 정미연 교장 취임
- 2023년 1월 4일 : 제44회 졸업식(졸업생 199명, 총 졸업생 18,743명)
- 2023년 3월 2일 : 제47회 입학식(입학생 168명)

## 참고 자료
- 성덕여자중학교 - 한국교육학술정보원 학교알리미